# نادي بيروت
نادي بيروت هو نادي كرة سلة لبناني يقع في بيروت، يلعب النادي في الدوري اللبناني لكرة السلة منذ 2017.